# 科洛阿
科洛阿是位於美國夏威夷州可愛縣的一個人口普查指定地區。

## 地理
科洛阿的座標為21°54′26″N 159°27′57″W / 21.90722°N 159.46583°W，而該地最高點為海拔高度65米（即213英尺）。

## 人口
根據2010年美國人口普查的數據，科洛阿的面積為3.24平方千米，均為陸地。當地共有人口2144人，而人口密度為每平方千米661.73人。